# オマーン海軍艦艇一覧
オマーン海軍艦艇一覧は、オマーン国海軍が過去保有した、または現在保有する、または将来保有する予定の、未完成・計画中止を含めた歴代艦艇一覧である。
凡例

## 現有勢力（2024年現在）
- 国防予算：64億3,000万ドル[1]
- 海軍人員：10,000名[1]
- 艦船隻数：28隻（排水量20t以上）[1]

コルベット×5
ミサイル艇×2
哨戒艦×4
哨戒艇×3
戦車揚陸艦×1
揚陸艇×5
支援艦×2
練習艦×1
測量艦×1
高速輸送艦×3
輸送艦×1
- 航空機数：19機[1]

艦載ヘリコプター×15
陸上固定翼機×4

## 艦艇一覧（近代海軍）

### 水上戦闘艦

#### コルベット
- アル・ナシリ級コルベット(蘭 ヴィルターファンク級掃海艇) - 2隻 ※コルベットへ改造
- カヒル級コルベット - 2隻[2]
- アル・シャミク級コルベット - 3隻[2]

### 両用戦艦艇

#### 揚陸艦艇
戦車揚陸艦 （LST ）
- ナスル・アル・バー級 - 1隻[2]

ナスル・アル・バー(Nasr Al Bahr)
揚陸艇
- アル・サンソール級強襲艇(英 75ft級揚陸艇) - 2隻

### 哨戒艦艇

#### 哨戒・警備艦艇
哨戒艦
- アル・オフェク級哨戒艦 - 4隻[2]

哨戒艇
- アル・サイド級哨戒艇 - 1隻
- アル・ブシュラ級哨戒艇 - 7隻
- アル・ワフィ級哨戒艇 - 5隻

#### 高速戦闘艇
ミサイル艇
- ドーファー級ミサイル艇 - 4隻

### 補助艦艇

#### 補給艦艇
- アル・マヒラ級補給艦 - 1隻[2]
- アル・スルタナ級貨物船 - 1隻[2]

支援艦
- アル・ムシール級高速支援艦 - 2隻[2]

支援指揮艦
- アル・ムシナール級支援指揮艦 - 1隻

#### 練習艦艇
練習艦
- アル・マブルカー級練習艦 - 1隻[2][3]

アル・マブルカー（元・皇室ヨット「アル・サイド」）
- アル・スルタナ級練習艦 - 1隻
- シャバブ・オマーンII級練習帆船 - 1隻[2]

#### その他
皇室ヨット
- アル・サイド級皇室ヨット - 1隻[3]

アル・サイド（→後、練習艦「アル・マブルカー」）